# Hautacam
Hautacam is een  wintersportoord in de Pyreneeën. De plaats ligt in de gemeente Beaucens, departement Hautes-Pyrénées in de regio Occitanie.
Het wintersportstation is nabij Argelès-Gazost en Lourdes en ligt op een middelhoge hoogte van 1560 meter.  Het station is ontwikkeld in 1972 door promotor Jean Labouly. Het langlaufgebied dateert uit 1990.

## Wielrennen
Zeven keer is de klim naar Hautacam als finishplaats opgenomen geweest in de Ronde van Frankrijk. De klim begint in Argelès-Gazost (465 m). Het is dan 15,8 km naar de top van Hautacam (1560 m). De Hautacam heeft een gemiddeld stijgingspercentage van 6,8%.

### Ronde van Frankrijk
Hautacam werd voor het eerst opgenomen in de Ronde van Frankrijk van 1994. 

#### 1994: Leblanc win, Indurain versterkt leiding
De rit van 263 km van Cahors naar de Hautacam was de eerste bergrit van deze editie. Klassementsleider Miguel Indurain versterkte zijn leiderspositie door de concurrentie op grotere achterstand te rijden. Alleen de Fransman Luc Leblanc kon de Spanjaard volgen en wist uiteindelijk zelfs de rit te winnen.

#### 1996: 'Danish dynamite'
In 1996 beëindigde Bjarne Riis op de Hautacam de heerschappij van Miguel Indurain door op de klim op ongekende wijze toe te slaan: hij liet zich eerst terugzakken om zijn concurrenten te 'monsteren', waarna hij tot drie keer toe demarreerde en alle concurrenten (Jevgeni Berzin, Abraham Olano, Indurain en Richard Virenque) achtereenvolgens het nakijken gaf. Deze veelbesproken prestatie - Riis was tot dan toe geen uitgesproken klimmer - die hem de bijnaam 'Danish Dynamite' opleverde, kwam in een ander licht te staan toen duidelijk werd dat Riis grootschalig erytropoëtine (EPO) had gebruikt, wat hij in 2007 toegaf. De spectaculaire metamorfose van Riis van volger tot topklimmer werd met deze wetenschap achteraf het tot de verbeelding sprekende schoolvoorbeeld van EPO-gebruik in de jaren'90. 

#### 2000: Armstrong
In navolging van Riis reed Lance Armstrong in 2000 zijn concurrentie op minuten - naar in 2012 bleek, eveneens met gebruik van EPO. In slecht weer was de ritzege echter niet voor Armstrong. De Spanjaard Javier Otxoa kon na een vroege vlucht op de slotklim uit de greep van de Amerikaan blijven.

#### 2008: wederom geen onbesproken winnaar
In 2008 was het een ware triomftocht voor het team Saunier Duval, want Leonardo Piepoli en Juan José Cobo Acebo (beiden van Saunier Duval) kwamen samen over de streep. Later werd Piepoli wel betrapt op doping. Doordat hij gediskwalificeerd werd, kwam de rit op naam van zijn ploeggenoot Cobo.

#### 2014: Nibali
In 2014 kwam Vincenzo Nibali solo in de gele trui als eerste over de streep, zijn vierde etappeoverwinning in deze door hem gewonnen tour. 

#### 2022: Vingegaard
Op 21 juli 2022 stond de Hautacam in de 18e etappe als slotklim geprogrammeerd. Op deze klim bracht Sepp Kuss (Jumbo-Visma) zijn ploeggenoot Jonas Vingegaard en diens concurrent in het algemeen klassement Tadej Pogačar tot bij Wout van Aert (Jumbo-Visma), de enige nog overgebleven vluchter van het eerste uur. Als gevolg van het kopwerk van Van Aert moest Pogačar lossen en won Vingegaard de etappe en de bolletjestrui. Vingegaard versterkte zijn leiderspositie in het algemene klassement.

#### 2025: revanche voor Pogačar
In 2025 was Tadej Pogačar de overwinnaar in de 12e etappe van Auch naar Hautacam. Pogačar viel op ruim 11km van de finish aan en reed steeds verder weg van zijn eerste achtervolger Vingegaard om met 2.10 voorsprong te winnen. Hiermee nam Pogačar revanche voor zijn nederlaag in 2022. Tevens nam de Sloveen de gele trui over van de Ier Ben Healy die ruim 13 minuten verloor.

### Overzicht
| Jaar | Etappe | Winnaar          | Nationaliteit |
| ---- | ------ | ---------------- | ------------- |
| 1994 | 11     | Luc Leblanc      | Frankrijk     |
| 1996 | 16     | Bjarne Riis      | Denemarken    |
| 2000 | 9      | Javier Otxoa     | Spanje        |
| 2008 | 10     | Juan José Cobo   | Spanje        |
| 2014 | 18     | Vincenzo Nibali  | Italië        |
| 2022 | 18     | Jonas Vingegaard | Denemarken    |
| 2025 | 12     | Tadej Pogačar    | SLO           |